# レアメタル
レアメタル、希少金属（きしょうきんぞく）は、様々な理由から産業界での流通量・使用量が少なく希少な非鉄金属のこと。
レアメタルは非鉄金属全体を呼ぶ場合もあるが、狭義では、鉄、銅、亜鉛、アルミニウムなどのベースメタル（コモンメタルやメジャーメタルとも呼ばれる）や金、銀などの貴金属以外で、産業に利用されている非鉄金属を指す。この意味での「レアメタル」は、日本独自の用語（和製英語での用法）であり、英語圏では "minor metal" といい、日本語にもこの語を音写した外来語「マイナーメタル」がある。英語における "rare metal" は希土類元素 (rare earth) と同義である。

## レアメタルの一覧
| リチウム     | ベリリウム   | ホウ素     | （希土類）   | チタン         |
| バナジウム   | クロム       | マンガン   | コバルト     | ニッケル       |
| ガリウム     | ゲルマニウム | セレン     | ルビジウム   | ストロンチウム |
| ジルコニウム | ニオブ       | モリブデン |              |                |
| パラジウム   | インジウム   | アンチモン | テルル       | セシウム       |
| バリウム     | ハフニウム   | タンタル   | タングステン | レニウム       |
| 白金         | タリウム     | ビスマス   |              |                |

希土類元素（レアアース）17種類
| スカンジウム   | イットリウム   | ランタン   | セリウム     | プラセオジム |
| ネオジム       | プロメチウム   | サマリウム | ユウロピウム | ガドリニウム |
| テルビウム     | ジスプロシウム | ホルミウム | エルビウム   | ツリウム     |
| イッテルビウム | ルテチウム     |            |              |              |

## 用途
レアメタルの用途は大きく分けて3つある。
- 構造材への添加
- 電子材料・磁性材料
- 機能性材料

### 構造材
構造材に使われるレアメタルは、鉄や銅、アルミニウムなどのベースメタルに添加して合金を作ることに使われ、強度を増したり、錆びにくくしたりする。ステンレス鋼、耐熱材、マイクロアロイ鋼、特殊鋼（工具、耐磨耗）、Ni合金材、Cu合金材、Ti合金材、Al合金材などに利用される。

### 電子材料・磁性材料
半導体レーザー、発光ダイオード、一次電池、二次電池（ニッケル-水素電池）、燃料電池、永久磁石（希土類磁石）、磁気記録素子、磁歪材料、磁気冷凍、超伝導材料などに利用される。

### 機能性材料
光触媒、磁気光学媒体、EDレンズなどの光学ガラス、ニューガラスと呼ばれる透明電極 (ITO) や光通信用のフッ化ガラス、ニューセラミックスと呼ばれるガスセンサーや切削工具の刃先、磁気ヘッド、形状記憶合金、水素吸蔵合金などに利用される。ほかにCRTやプラズマディスプレイ、蛍光灯などの蛍光体にも使用される。

## 価格と需給バランス
多くのベースメタルや貴金属は、世界の主要な商品取引所、たとえばロンドン金属取引所 (LME) やシカゴ・マーカンタイル取引所 (CME)、ニューヨーク商品取引所 (COMEX) などで日々売買され市場価格の透明性が確保されている。一方、ほとんどのレアメタルは実需流通規模が小さく公正な市場価格の形成維持が困難なため、商品取引所に上場していない。代わりに、経済紙や金属専門雑誌、ウェブニュースでの流通価格情報が取引の指標として用いられており、取引の透明性や即時性、流動性に乏しい。
一般にレアメタルが希少な理由は、
1. 地殻中の存在量が比較的少なく、採掘と精錬のコストが高い
2. 単体として取り出すことが技術的に困難
3. 金属の特性から製錬のコストが高い

といった点があげられているが、今後はこうした資源量の少なさなどよりも、採掘時やリサイクルの際に大量のエネルギー消費や有害な廃棄物を生じるために「地球温暖化防止」などの観点から取り扱いが制限される可能性が指摘されている。
この他の理由として、過去の長期にわたって金属の取引価格が低く抑制されてきたことが挙げられる。仮にレアメタルが金やプラチナ並みに高騰を続けた場合、様々な鉱石に僅かに含まれるレアメタルを抽出、製錬することで採算が取れるため採掘量は拡大していたと思われる。また、製錬の技術開発に多額の投資がなされていれば、より多くの量が抽出できている可能性がある。
実はレアメタルは、レアアースを除けば地殻中の存在量は、鉄や銅の例外を除くベースメタル（コモンメタル）の存在量よりむしろ多い。レアアースが希少であるのは、採鉱される鉱石に含まれる割合が非常に少ないために、精錬による濃縮に大きな手間がかかるためである。金、銀、鉛、錫のようなベースメタル（コモンメタル）では特定の鉱石中に高い割合で目的の金属元素が含まれているので、昔から簡単な精錬方法で利用されてきたが、レアメタルはクロム、マンガン、ニッケルのように鉱石として採掘されるものは少数派で、ほとんどは他の金属鉱石中に微量が、構成金属を置換して存在している。
レアメタルは1.から3.までの理由のほか、用途が限られているため特定の産業でしか用いられなかったり、他の金属に代替できたり、価格高騰時には国家レベルで抑制策が打たれたりといった様々な制約から価格の高騰が抑制され、取引量が拡大しない点で希少性を保ってきた。

こうした状況の中で、レアメタルと呼ばれる各種元素で絶対的な枯渇が起きるという情報はないが、BRICSの経済発展と特殊な電子機器の部品開発に伴う急激な需要の増加に対して供給量が少ないために急激な価格の高騰が起こっており、2002年から2007年の5年間でニッケルの価格が8倍になったほか、モリブデンやレアアースなど多くの物質で価格が数倍に上がっている。
一方でレアメタルは用途が狭いために、代替技術が開発されると需要が急減するため市場価格が不安定である特性を持つことが、こういった特殊な地下資源産業への投資行動を躊躇させている。1979年の「ミネラル・ショック」時には、日本でもコバルトやモリブデンを触媒として消費していたメーカーは直ちにリサイクル技術を確立することで消費量を削減した。
レアメタルはほとんどの製造業で不可欠な素材である。半導体産業ではタングステンやモリブデン、ニッケルなどが必須の素材であるし、自動車産業では白金やパラジウムなどがなければ排ガス規制をクリアできる自動車を製造できないといわれている。ただし白金を使用しない燃料電池が開発されたことから、今後白金の需要は減退するという見方もある。捨てられた携帯電話や家電製品など廃棄物からの抽出によるリサイクルも行われており、新たな資源供給源として「都市鉱山」と呼ばれている。

## 産出地の偏在性
レアメタルの産出地は、中華人民共和国・アフリカ諸国・ロシア・南北アメリカ諸国に偏在している。
レアメタルの産地に関する特徴として、ほとんどのレアメタルが産出量上位3か国で50%から90%の埋蔵量を占めている。例えば希土類元素（レア・アース）やタングステンは中国だけで90%以上の埋蔵量があり、バナジウムは南アフリカ、中国、ロシアの3か国で98%を占める。これらの国の政策、経済情勢、政情不安などによって、将来さらに入手が困難になることが予想されており、安定供給やリサイクル技術の確保が求められている。

## 国家備蓄
アメリカ合衆国やスイスでは、第二次世界大戦直前より国家の非常事態に備えてレアメタルの国家備蓄を行ってきた。戦後になると、アフリカのレアメタル産出国の政情不安定に対応するため、経済安全保障の立場から備蓄を進める国が増えた。
日本では、独立行政法人石油天然ガス・金属鉱物資源機構法によって経済安全保障の理由から供給停止などの障害に備えて、平常時の消費量を基準にして国家備蓄の42日分と民間備蓄の18日分、合計60日分の国内備蓄が石油天然ガス・金属鉱物資源機構によって行われている。品目対象はニッケル、クロム、タングステン、モリブデン、コバルト、マンガン、バナジウムの7元素。供給の障害が生じた場合は緊急放出を行い、市場価格が高騰した場合も国家備蓄分を売却することで価格の安定化を図るとしている。バナジウムについては実際に、1998年の市場価格高騰時に国内市場への放出が行われた。現在の7種に加えて、インジウム、リチウム、多種のレア・アースを新たに追加するか検討されている。

## 副産物レアメタル
レアメタルは主産物の鉱石中に副産物として得られるものも多い。以下に主要な主産物と副産物の関係を示す。
| 主産物       | レアメタル      |
| ------------ | --------------- |
| リチウム     | ルビジウム Rb   |
| アルミニウム | ガリウム Ga     |
| 銅           | コバルト Co     |
| 銅           | セレン Se       |
| 銅           | テルル Te       |
| 銅・亜鉛     | タリウム Tl     |
| 亜鉛         | ゲルマニウム Ge |
| 亜鉛         | インジウム In   |
| モリブデン   | レニウム Re     |
| 鉛           | アンチモン Sb   |
| 鉛           | ビスマス Bi     |

主産物である鉱石の採掘を停止すると副産物の産生も行なわれなくなる。日本のケースでは、2006年2月に豊羽鉱山の採掘・操業が停止されたため、世界第1位の産出量であったインジウムの供給源を突然失った。

## 日本におけるレアメタルの状況

### 日本での地下資源

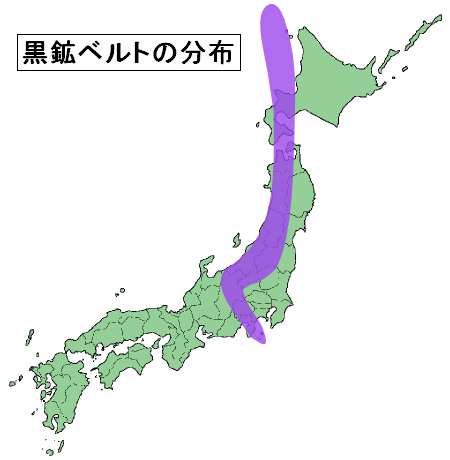
日本の黒鉱ベルトの分布

日本でも黒鉱ベルト（グリーン・タフ）と呼ばれる、鉛、亜鉛、バリウム、アンチモン、ビスマスを豊富に含む鉱床が存在するが、硫化鉱と諸金属からの分離に手間がかかるために、従来は費用に引き合わなかったため採掘は行なわれていなかった。これも、21世紀から始まったレアメタルの価格高騰が続けば、今後の開発も現実味を帯びてくる。

### 海洋資源の開発
日本の排他的経済水域（EEZ）内には、レアメタルの含有量の高いマンガンノジュール・コバルトリッチクラスト・熱水鉱床・レアアース泥などがあり、開発が期待される（詳細は、「日本の海底資源」を参照）。
石油天然ガス・金属鉱物資源機構は、2011年より資源エネルギー庁の委託により、企業2社も参加し、沖縄トラフと伊豆・小笠原諸島沖の海底の金銀やレアメタルなど深海資源を採掘する技術の実用化に乗り出す。世界初の深海採鉱ロボットで鉱石を掘り出し、パイプで母船へ送る採鉱システムを開発、約10年後の商業化を目指す。

### 日本不在の非鉄金属業界
世界の非鉄メジャーと呼ばれる企業群の中に日本企業の名前はなく（下の非鉄メジャー一覧を参照）、鉄鋼業界における日本の重要性とは全く異なる状況にある。日本の商社は日本企業向けのレアメタルの輸入を行なっているが、鉱山開発から精製、販売までの非鉄金属業界の中で自ら進んで戦略的に動く意思と能力は持っていない。
こういった中で、中国やロシアが「資源ナショナリズム」と呼ばれる自国資源の囲い込みを始めているため、日本の国内産業に不足するレアメタルを輸入するには資源国の示す価格条件を受け入れるしか選択肢がない状況である。

### 代替品開発
日本の経済産業省では、2007年より「希少金属代替材料開発プロジェクト」を発足させた。インジウム、ジスプロシウム、タングステンの3つのレアメタルの代替材料を産官共同で開発する計画である。文部科学省も同じく2007年より「元素戦略プロジェクト」を行なっている。代替品開発と希少金属元素の効率的な使用方法開発を目指している。

## 非鉄メジャーの一覧
| 企業名                                                    | 国                        | 種類     | 売上高 （2006年、100万ドル） |
| --------------------------------------------------------- | ------------------------- | -------- | ---------------------------- |
| アングロ・アメリカン Anglo American                       | イギリス 南アフリカ共和国 | 総合資源 | 18,825                       |
| リオ・ティント Rio Tinto                                  | イギリス オーストラリア   | 総合資源 | 12,111                       |
| BHPグループ BHP Group                                     | イギリス オーストラリア   | 総合資源 | 20,927                       |
| エクストラータ（グレンコア） XSTRATA                      | スイス                    | 多種金属 | 5,178                        |
| CVRD Companhia Vale do Rio Doce                           | ブラジル                  | 多種金属 | 7,803                        |
| WMCリソーシズ WMC Resources                               | オーストラリア            | 多種金属 | 不明                         |
| コデルコ CODELCO, Corporacion Nacional del Cobre de Chile | チリ                      | 銅専門   | 8,021                        |
| フェルプスドッジ Phelps Dodge Corp.                       | アメリカ合衆国            | 銅専門   | 5,217                        |
| ファルコンブリッジ Falconbridge Inc.                      | カナダ                    | 亜鉛専門 | 6,806                        |
| ノリリスク Norilsk                                        | ロシア                    | ニッケル | 不明                         |
| インコ Inco Ltd.                                          | カナダ                    | ニッケル | 3,025                        |

- 出典：JOGMEC, K.SAWADA [1]